# Idrogenasi (accettore)
La idrogenasi (accettore) è un enzima appartenente alla classe delle ossidoreduttasi, che catalizza la seguente reazione:
H2 + A ⇄ AH2
L'enzima usa idrogeno molecolare per la riduzione di una varietà di sostanze. Contiene clusters ferro-zolfo. L'enzima estratto da alcune sorgenti contiene nichel.